# Lijst van rijksmonumenten in Zeewolde
De plaats Zeewolde telt 1 inschrijving in het rijksmonumentenregister.
| Object                         | Oorspronkelijke functie? | Bouwjaar          | Architect | Locatie      | Coördinaten?                  | Nr.?   | Afbeelding                     |
| ------------------------------ | ------------------------ | ----------------- | --------- | ------------ | ----------------------------- | ------ | ------------------------------ |
| Terrein waarin sporen bewoning | Archeologisch monument   | Vroeg-Neolithicum |           | Vogelweg/A27 | 52° 20' 60" NB, 5° 20' 17" OL | 511924 | Terrein waarin sporen bewoning |

Almere ·
Noordoostpolder ·
Urk ·
Zeewolde

Gemaal Lovink ·
scheepswrak VAL1460